# Lycée de Kastelli
Le lycée de Kastelli (finnois : Kastellin lukio) est un lycée situé dans le quartier de Kontinkangas à Oulu en Finlande.

## Présentation
En août 2014, le lycée a été transféré dans le nouveau centre polyvalent de Kastelli , où le lycée Karjasilta de Kastelli a également été transféré.
Le lycée de Kastelli propose aussi une filière sportive et il héberge le lycée pour adultes d'Oulu. 
À la rentrée scolaire de l'automne 2018, 740 jeunes lycéens étudiaient au lycée de Kastelli pour 45 employés. 
Environ 140 élèves étaient des lycéens sportifs.
Le lycée pour adultes d’Oulu compte environ 350 élèves et emploie 35 personnes.

## Anciens élèves
- Riikka Pulkkinen, écrivain
- Johanna Korhonen, rédactrice en chef
- Susanna Pöykiö, patineuse artistique
- Lasse Kukkonen, joueur de hockey
- Jussi Jokinen, joueur de hockey
- Janne Niinimaa, joueur de hockey
- Janne Pesonen, joueur de hockey
- Mikael Granlund, joueur de hockey
- Pekka Saarenheimo, joueur de hockey
- Sakari Palsola, joueur de hockey
- Topi Jaakola, joueur de hockey
- Mika Nurmela, footballeur
- Antti Niemi, footballeur
- Juho Mäkelä, footballeur
- Ville Nylund, footballeur
- Panu Toivonen, footballeur
- Petri Peltoniemi, sauteur à la perche
- Heikki Vääräniemi, sauteur à la perche
- Janne Korhonen, taekwondo
- Jutta Kemilä, athlète
- Sami Ensio, PDG
- Pia Ruuskanen, skieur
- Tommi Virkkunen, joueur de hockey,

## Galerie

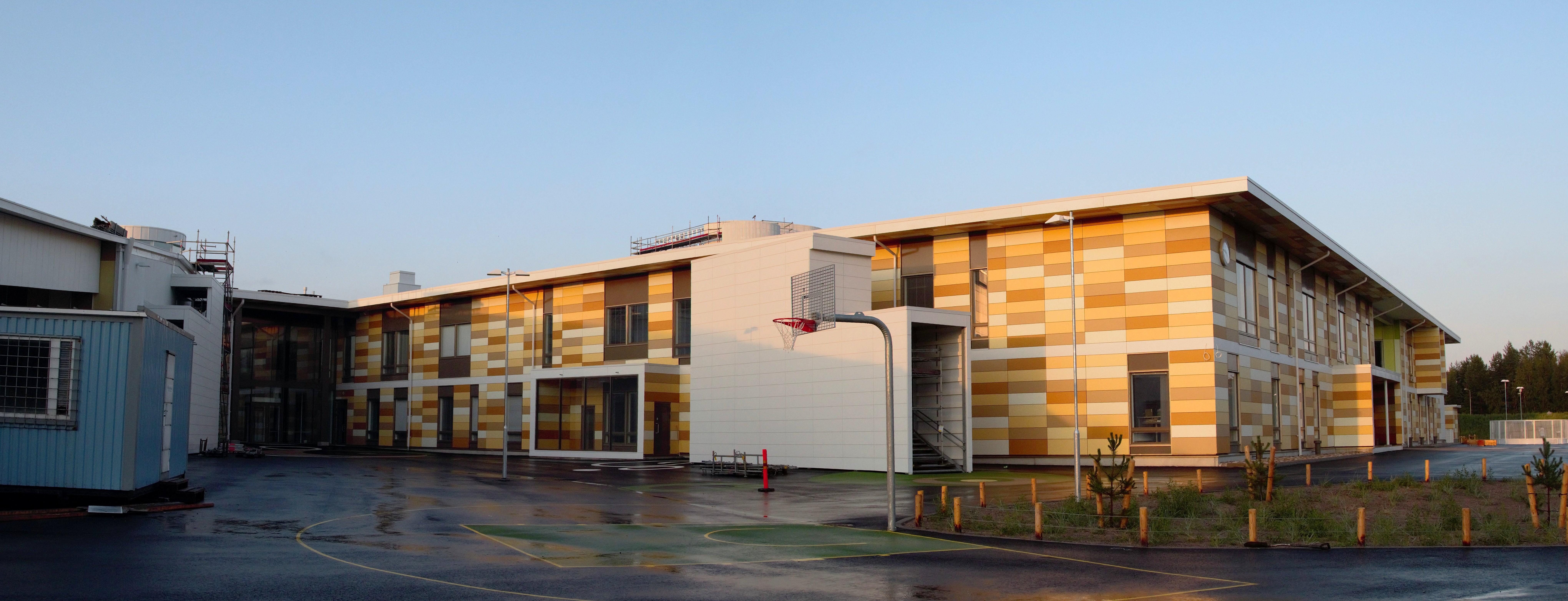
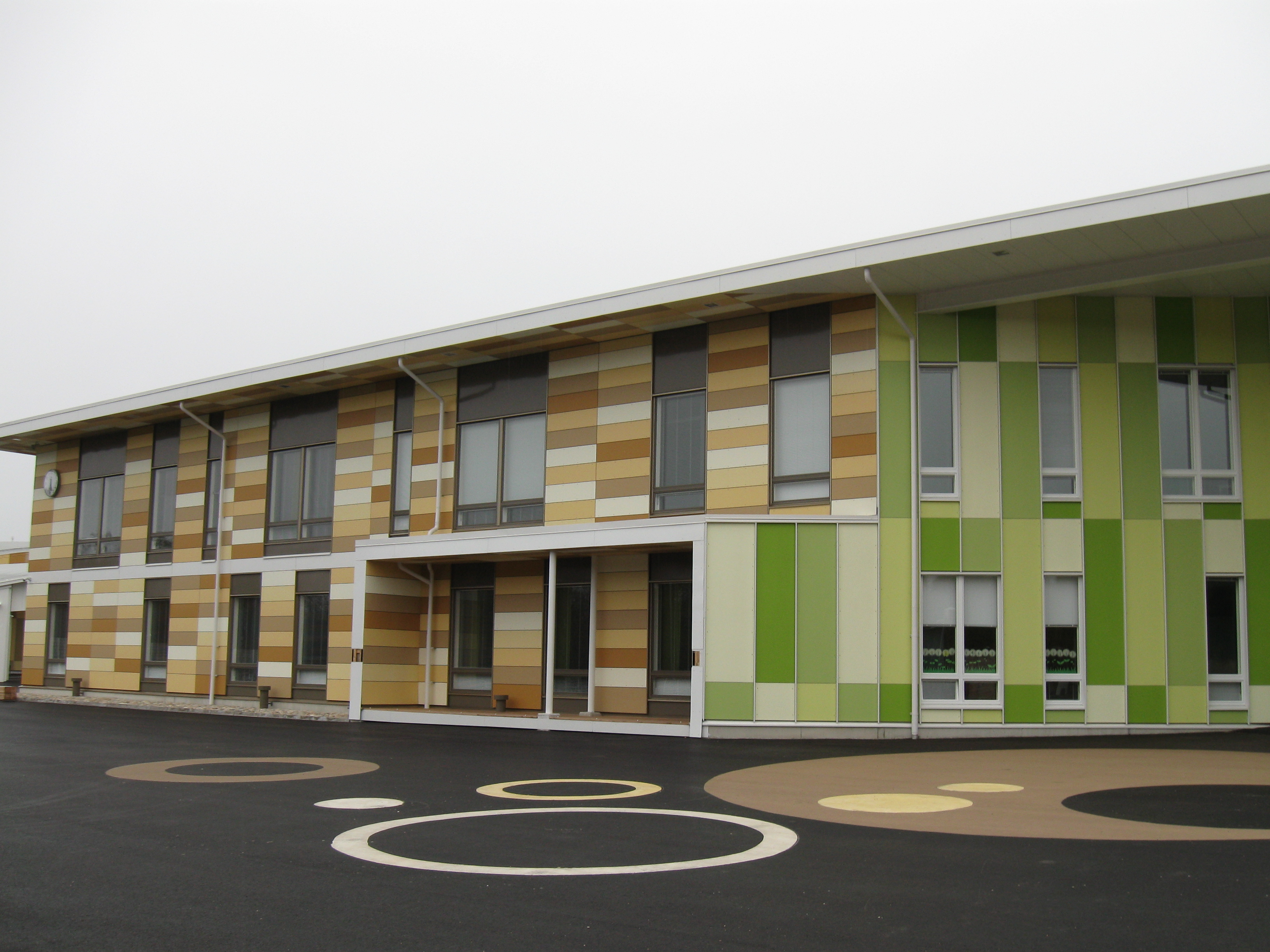